# La Bastide-du-Salat
La Bastide-du-Salat é uma comuna francesa na região administrativa de Occitânia, no departamento de Ariège.